# 蓬佩尔蒂扎
蓬佩尔蒂扎（法語：Pompertuzat，法語發音：[pɔ̃pɛʁtyza]）是法国上加龙省的一个市镇，属于图卢兹区。

## 地理
蓬佩尔蒂扎（43°29'26"N, 1°31'1"E）面积5.44 平方千米，位于法国奧克西塔尼大區上加龙省，该省份为法国西南部内陆省份，西南端与西班牙接壤，自此顺时针与上比利牛斯省、热尔省、塔恩-加龙省、塔恩省、奥德省和阿列日省接壤。
与蓬佩尔蒂扎接壤的市镇（或旧市镇、城区）包括：卡斯塔内托洛桑、贝尔贝罗、科龙萨克、代姆、埃斯卡尔康斯、佩沙布、勒比格。

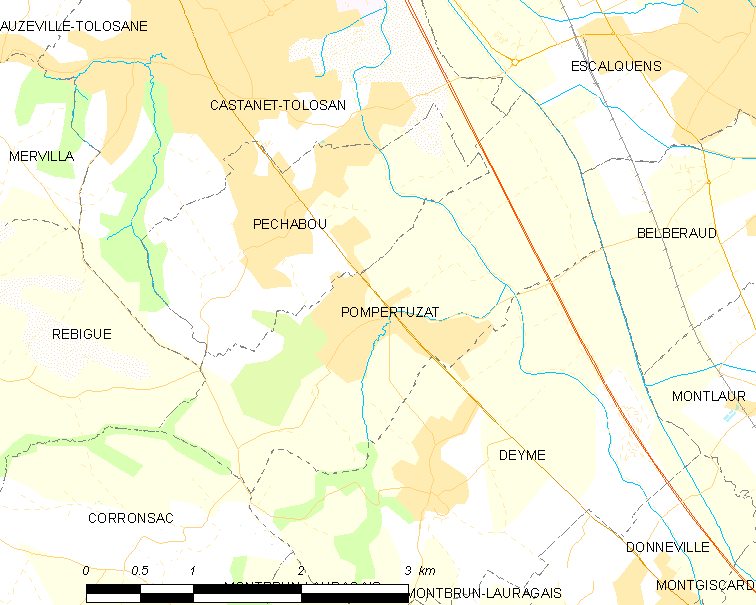
蓬佩尔蒂扎的OSM定位图

蓬佩尔蒂扎的时区为UTC+01:00、UTC+02:00（夏令时）。

## 行政
蓬佩尔蒂扎的邮政编码为31450，INSEE市镇编码为31429。

## 政治
蓬佩尔蒂扎所属的省级选区为埃斯卡尔康斯县。

## 人口

1962-2008年间蓬佩尔蒂扎人口变化图示

蓬佩尔蒂扎于2022年1月1日时的人口数量为2203人。